# Synodontis ocellifer
Synodontis ocellifer (Синодонтіс окоплямистий) — вид риб з роду Synodontis родини Пір'явусі соми ряду сомоподібні.

## Опис
Загальна довжина сягає 49 см (в акваріумі — 20—25 см). Спостерігається статевий диморфізм: самиці більші за самців. Голова трохи сплощена зверху й сильно стиснута з боків, містить яскраво виражений вузький, кістлявий, зовнішній виступ. Очі доволі великі. Є 3 пари вусів, з яких 1 пара на верхній щелепі є довгою. Передній край першого променя спинного та грудних плавці з жорсткими колючками. Зяброві щілини помірної довжини. Тулуб масивний, присадкуватий, сильно стиснутий з боків. Спинний плавець високий з характерним гострим шипом. Жировий плавець довгий. Анальний плавець складається з 4 нерозгалужених та 7—8 гіллястих променів. Хвостовий плавець сильно роздвоєно, верхня лопать довша за нижню.
Забарвлення блідо-жовто-коричневе з великими темними плямами, що розкидані тілом. У дорослих особин плями з білою серединою. Черево світле. Хвостовий плавець має дрібні темні плями.

## Спосіб життя
Доволі витривалий та життєстійкий сом. Вдень ховається під корчами або у печерках (гротах). Активний у присмерку та вночі. Живиться дрібною рибою, ракоподібними, личинками комах.
Тривалість життя становить 15 років.

## Розповсюдження
Мешкає у басейнах річок Сенегалу, Гамбія, Вольта, Нігер, озері Чад та річках, що в нього впадає, — в межах Сенегалу, Гамбії, Буркіна-Фасо, Гвінеї, Малі, Нігеру, Гани, Нігерії, Камеруну, Чаду.